# Distorção cognitiva
Distorções cognitivas são pensamentos exagerados e irracionais, identificados pela terapia cognitiva e suas variantes, que em teoria perpetuam alguns distúrbios psicológicos. A teoria de distorções cognitivas foi apresentada por David Burns em 1989, depois de estudar e desenvolver pesquisas na área com o professor e psiquiatra estado-unidense Aaron T. Beck. É dito que a eliminação dessas distorções cognitivas melhora o sentimento de bem-estar e desencoraja a ocorrência de doenças como depressão e ansiedade crônica. O processo de aquisição pelo paciente de técnicas para refutar as distorções cognitivas diagnosticadas é chamado de "reestruturação cognitiva".

## Exemplos
Muitas distorções cognitivas também são consideradas falácias lógicas.
- Maneira de pensar tudo-ou-nada - Concepção, argumentação e julgamentos em termos absolutos, como "sempre", "todos", "nunca", e "não há alternativa". Ver falso dilema.
- Generalização Excessiva - Extrapolamento de experiências limitadas e provas para generalizações excessivas, ocorrendo no processo cognitivo um distanciamento da realidade.
- Pensamento mágico - Expectativa de resultados determinados com base no desempenho de atos não relacionados ou pronunciamentos. Ver wishful thinking.
- Filtro Mental - Incapacidade de ver tanto os aspectos positivos quanto os negativos de uma experiência.
- Desqualificar o positivo - Desconsideração de experiências positivas por arbitrárias razões ad hoc.
- Tirar conclusões precipitadas - Chegar a conclusões (normalmente negativas) a partir de pouca (ou nenhuma) evidência. Dois subtipos específicos e comuns são também identificados:
  - Leitura mental - Senso cabal de acesso às intenções ou pensamentos de outras pessoas.
  - Leitura do futuro - Expectativas inflexíveis de como as coisas vão acontecer antes que elas aconteçam.
- Ampliação e minimização - Ampliação ou minimização de uma memória, ou qualquer outro fato, de forma que já não corresponde à realidade objetiva. Existe um subtipo de ampliação:
  - Catastrofização - Incapacidade de prever outra coisa senão o pior resultado imaginável, porém improvável, ou considerando uma situação como insuportável ou impossível quando é apenas incômoda.
- Raciocínio emocional - Vivenciamento da realidade como um reflexo de emoções, por exemplo, "Eu sinto, portanto, deve ser verdade."
- Imperativo tem- Padrões de pensamento que implicam a forma como comportamentos e situações tem que ser, ao invés de considerar a situação como as coisas são, gerando insatisfação, preconceitos e distorções de julgamento. Ou também ter regras rígidas nas quais a pessoa acredita que "sempre se aplicam" não importando as circunstâncias.
- Personalização - Atribuição de responsabilidade pessoal (ou papel causal ou culpa) para os eventos sobre os quais uma pessoa não tem controle.

## Raiva Narcísea
A raiva narcísea pode ser considerada um tipo de distorção cognitiva. Ela ocorre quando o narcisista sente que foi menosprezado e, normalmente, mas não necessariamente, é dirigida à pessoa que realizou tal ação. Para outras pessoas, a raiva é incoerente e injusta. Essa raiva prejudica a cognição do narcisista, portanto, prejudicando o seu julgamento. Durante a raiva ele está propenso a gritar, a distorcer fatos e fazer acusações sem fundamento.